# 伊波止和気神社
伊波止和気神社（いわとわけじんじゃ）は、福島県石川郡古殿町にある神社。式内小社で、旧社格は村社。

## 歴史

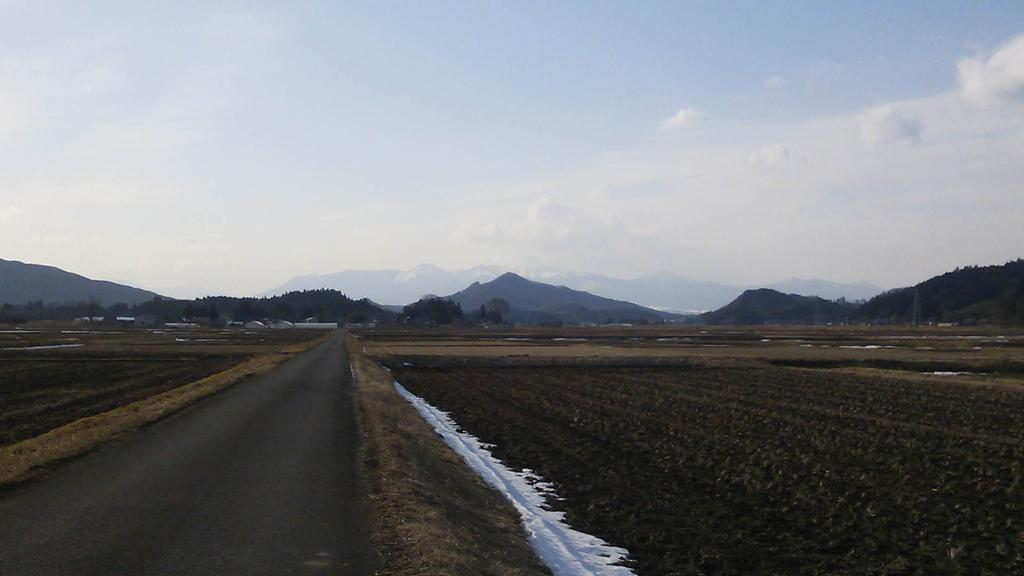
関山（写真中央の山、麓に旧跡がある）

### 概史
創建年代は不詳だが、福島県白河市関辺の関山（せきさん）の麓に旧跡がある。ここは白河関も近く、近辺には金山跡や「金山」「黄金川」といった地名が残っており、古代は関所及び金山の守護神として機能していたとも考えられる。
古くは社運も隆盛したらしく応和年間（961年 - 964年）には馬場があり、流鏑馬が奉納されている。江戸時代には「戸隠大明神」と称していた。近代社格制度では村社に列格した。

### 神階
- 承和10年（843年）9月5日、従五位下勲九等 （『続日本後紀』）[1] - 表記は「伊波止和気天神」

## 境内
笠石と呼ばれる巨石があり、かつて九龍川にあったものが河川変更により境内に移されたものとされている。

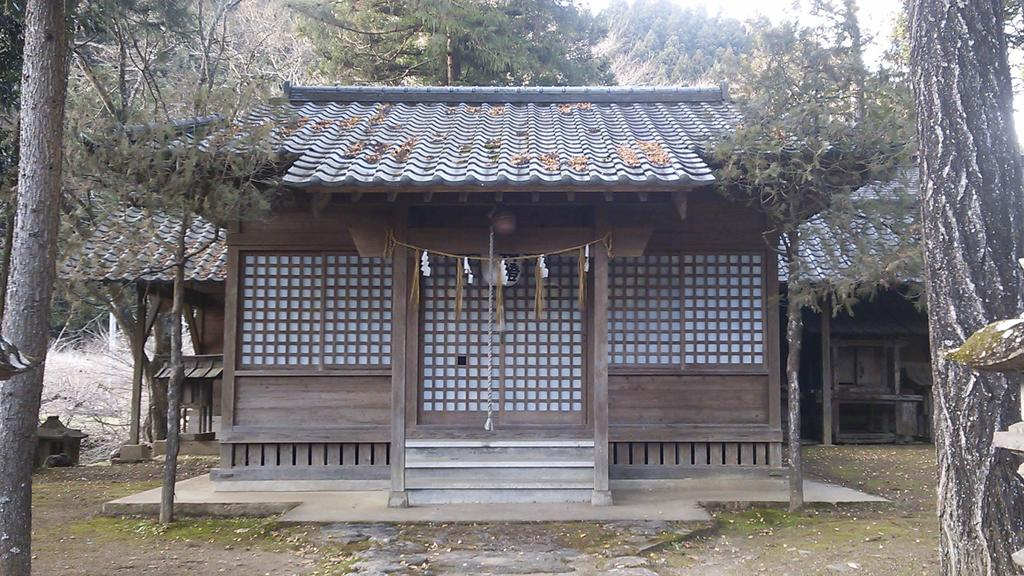
拝殿
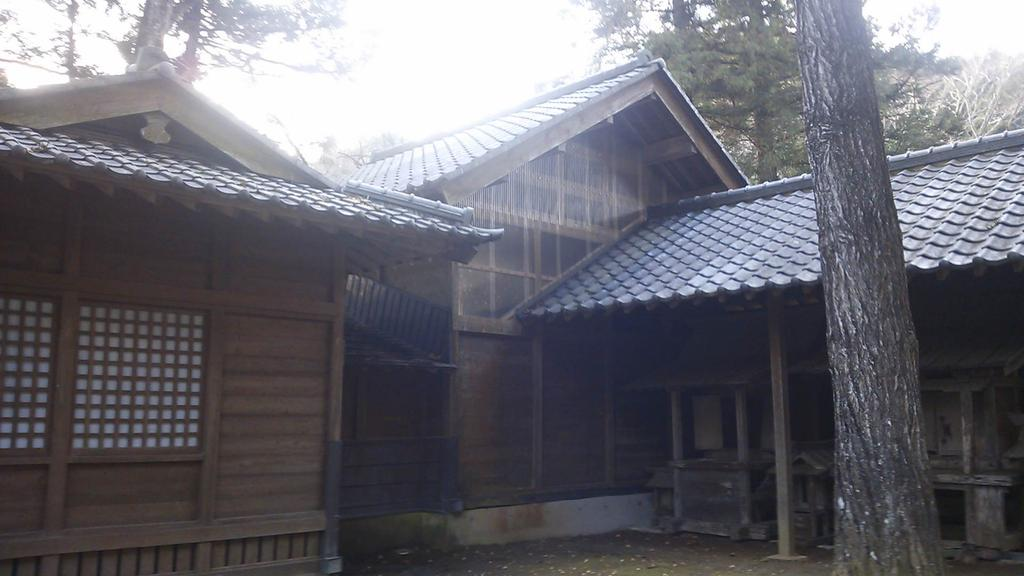
本殿覆屋
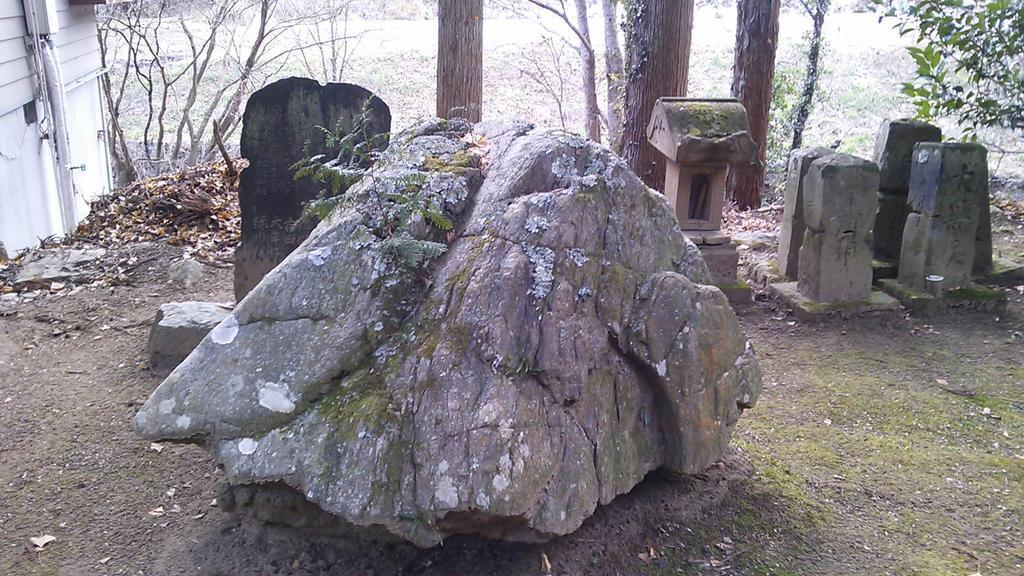
笠石